# Slaughterhouse on the Prairie
Albums de Buckethead
Albino Slug
(2008) A Real Diamond in the Rough
(2009)
Slaughterhouse on the Prairie est le 25e album de Buckethead. Sorti le 30 janvier 2009, l'album contient deux chansons LeBron et LeBron's Hammer dédiées à LeBron James pour son 24eme anniversaire. Ces deux titres ainsi que King James de l'album Crime Slunk Scene (2006) sont gratuitement téléchargeables sur le site officiel de Buckethead. L'album contient également une autre chanson, Iceman, dédiée à George Gervin.
Le titre de l'album, quant à lui, se réfère à La Petite Maison dans la prairie mais également à un épisode de la série Robot Chicken de Seth Green.

## Liste des titres
| No  | Titre                                  | Durée |
| --- | -------------------------------------- | ----- |
| 1.  | Lebron                                 | 4:33  |
| 2.  | Lebron's Hammer                        | 3:43  |
| 3.  | Blood Bayou                            | 2:57  |
| 4.  | Iceman                                 | 2:05  |
| 5.  | Don't Use Roosts if You Raise Broilers | 3:28  |
| 6.  | Robot Checkerboard                     | 4:28  |
| 7.  | Premonition                            | 2:42  |
| 8.  | Crouching Stump Hidden Limb            | 3:08  |
| 9.  | Goat Host                              | 2:35  |
| 10. | The Stretching Room                    | 3:11  |
| 11. | Pumpin Pike                            | 2:51  |
| 12. | Collecting Specimens                   | 2:46  |
| 13. | Rack Maintenance Pt.2                  | 3:23  |

## Credits
- Buckethead - Peck and tear out portions, guitar
- Dan "Brewer" Monti - Production, bass and programming
- Bryan Theiss - Artwork